# Oliver FitzRoy
Oliver FitzRoy (auch Oliver fitz Regis) († 1218 oder 1219 bei Damiette) war ein unehelicher Sohn des englischen Königs Johann Ohneland.
Seine Mutter war Hawise, die wahrscheinlich eine Schwester von Eve de Tracy und Fulk Fitzwarine war. Wahrscheinlich wurde er geboren, bevor Johann 1199 König wurde. Über seine Jugend ist fast nichts bekannt. Erst während des Ersten Kriegs der Barone wird er als Mitglied der Garnison von Wolvesey Castle in Winchester genannt, die im Juni 1216 von Truppen der Rebellen und des französischen Prinzen Ludwig belagert wurde. Anschließend spielte er bei der Verteidigung von Dover Castle gegen die französischen Truppen eine wichtige Rolle, das bereits von einer kleinen französischen Streitmacht belagert wurde. Am 22. April 1217 erschien Prinz Ludwig mit einer französischen Flotte und weiteren Truppen vor Dover. Bevor die französische Armee jedoch landen konnte, erschien eine englische Streitmacht unter Oliver und William of Kensham (auch Willikin of the Weald genannt), schlug die französischen Belagerungstruppen in die Flucht, zerstörte deren Lager und besetzte die Klippen um Dover. Die französische Flotte brach daraufhin ihren Landungsversuch ab und segelte weiter nach Sandwich, womit Dover Castle weiter in englischer Hand blieb.
Sowohl sein Vater wie auch nach dessen Tod im Oktober 1216 der Regentschaftsrat belohnten Oliver mit Ländereien, die den Rebellen abgenommen worden waren. Im November 1215 betraute ihn Johann mit Tonge Castle in Kent, dieser Besitz samt der zugehörigen Honour wurde ihm im Juni 1217 bestätigt. Nach dem Ende des Kriegs der Barone nahm Oliver am Kreuzzug von Damiette teil. Er erreichte im August oder September 1218 Ägypten, wo er Ende 1218 oder Anfang 1219 starb. Anscheinend wurden seine Gebeine nach England überführt und in Westminster Abbey beigesetzt. Er war vermutlich unverheiratet geblieben.